# 도브로우니크

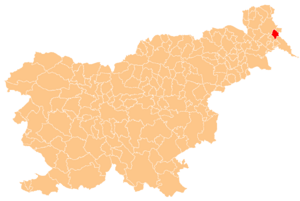
도브로우니크의 위치

도브로우니크(슬로베니아어: Dobrovnik, 헝가리어: Dobronak 도브로너크[*])는 슬로베니아 북동부에 위치한 도시로 면적은 31.1km2, 인구는 1,380명(2008년 기준), 인구 밀도는 44.37명/km2이다. 전통적으로는 프레크무레 지역에 속하며 헝가리 국경과 가까운 지점에 위치한다.